# Para-nitrophénylphosphate
Le 4-nitrophénylphosphate (aussi appelé para-nitrophénylphosphate ou pNPP) est un composé incolore en solution. C'est un ester phosphate du 4-nitrophénol, très exactement le dihydrogénophosphate de 4-nitrophényle. L'hydrolyse du 4-NPP par une phosphatase libère un ion monophosphate et du 4-nitrophénol (PNP), composé de couleur jaune avec un maximum d'absorption compris entre 400 et 410 nm.

## Utilisation
- En enzymologie, le 4-NPP est utilisé pour mesurer l'activité des phosphatases alcalines (PAL) et des phosphatases acides (PAC).
- En immunologie, le 4-NPP est utilisé pour la détection de la phosphatase alcaline dans les dosages ELISA.